# Abacetus duvivieri
Abacetus duvivieri – gatunek chrząszcza z rodziny biegaczowatych i podrodziny Pterostichinae. Został opisany przez Tichona Cziczerina w 1899 roku. Jako miejsce typowe autor wskazał Albertville (obecnie Kalemie, Demokratyczna Republika Konga) na zachodnim brzegu jeziora Tanganika oraz rzekę Timvoua na południe od tego jeziora. Długość ciała okazów typowych (samca i samicy): 8 mm.